# Petroglify z Trialeti
Petroglify z Trialeti (gruz. თრიალეთის პეტროგლიფები) – obiekt prehistorycznej sztuki naskalnej w Trialeti, w gminie Calka, w regionie Dolna Kartlia, w Gruzji. Petroglify zostały wyryte w skale w wielu okresach od mezolitu do środkowej epoki brązu. Przedstawiają one obrazy geometryczne, zoomorficzne i antropomorficzne. Obiekt jest uznawany za pomnik Dziedzictwa Kulturowego Gruzji i jest częścią Prehistoric Rock Art Trails, szlaku kulturowego wyznaczonego przez Radę Europy.

## Położenie i historia
Petroglify z Trialeti znajdują się około 12 km na wschód od miasta Tsalka, w wąskim wąwozie rzeki Avdristsqali (Patara Khrami) – prawego dopływu rzeki Ktsia – na obrzeżach wioski Gantiadi (dawniej Tikilisa) na historycznym obszarze znanym jako Trialeti. To miejsce sztuki naskalnej zostało odkryte w latach osiemdziesiątych XIX wieku i ponownie odkryte przez ekspedycję Manany Gabunii w 1976 roku. Jest to jedyny tego typu obiekt prehistorycznej sztuki naskalnej znaleziony na terenie Gruzji; rzeźby w jaskini Mghvimevi w Imereti i Agtsa w Abchazji ograniczają się do prostych motywów geometrycznych. Stanowisko, na którym znajdują się rysunki, może ulec zniszczeniu ze względu na osiadanie skał.

## Rodzaje petroglifów
Na stanowisku zachowało się około 100 obrazów, zebranych w sześć paneli, wyrzeźbionych na 50 m płaskiej powierzchni bazaltu. Najbardziej powszechne są rysunki zwierząt obejmujących lokalną faunę, taką jak jelenie, konie, kozy górskie, węże, ptaki i ryby, a także stworzenia fantastyczne i hybrydowe. Obrazy są przedstawione z boku i schematyczne, jednak pewne elementy, takie jak poroże, są wyróżnione. Jedna scena przedstawia samicę jelenia karmiącą swoje młode. W innych miejscach zwierzęta są uwikłane w sieć myśliwską. Postacie ludzkie to myśliwi, wyposażeni w łuki i strzały, niewielcy w porównaniu do zwierząt, mierzący od 2,5 do 18–20 cm, przeważnie o szerokości i głębokości 1–2 mm. Myśliwi są przedstawieni z przodu i bardziej schematycznie niż zwierzęta. Postacie ludzkie są statyczne, trzymając broń myśliwską w lewej ręce. Trzecią grupę rysunków stanowią figury geometryczne: krzyże, szachownice i rozbłyski.